# Organkredit
Ein Organkredit ist im Bankwesen ein Kredit, bei dem der Kreditnehmer in einer besonderen engen persönlichen und/oder rechtlichen Beziehung zum kreditgewährenden Kreditinstitut steht und dieses deshalb bei seiner Kreditentscheidung in einen Interessenkonflikt geraten könnte. 

## Allgemeines
Sinn und Zweck ist es, Gefahren aufgrund persönlicher Einflussnahme oder sachfremder Erwägungen entgegenzuwirken, die sich bei der Kreditvergabe an eng mit dem Kreditinstitut verbundene Personen und Unternehmen ergeben könnten. Auch der Gefahr von Interessenkollisionen auf Seiten des Kreditinstituts und dessen Organe soll durch effektive Kontrollmechanismen begegnet werden. Die Bankenaufsicht sah die Gefahr, dass bei der Gewährung eines Kredits an diese Kreise persönliche Motive in den Vordergrund treten oder auf andere Art die erforderliche Sorgfalt vernachlässigt
wird. Deshalb hat sich der Gesetzgeber entschieden, solche Fälle der Interessenkollision durch § 15 KWG besonders zu regeln. Missbräuche aus persönlichen Motiven sollten mit § 15 KWG zunächst allein dadurch verhindert werden, dass derartige Kredite nur bei einstimmigem Beschluss sämtlicher Geschäftsleiter des Instituts sowie unter ausdrücklicher Zustimmung des Aufsichtsorgans gewährt werden durften. Diesen Interessenkonflikt der Beteiligten hat der Gesetzgeber zusätzlich durch die Voraussetzung der Organkreditvergabe zu marktmäßigen Bedingungen aufgelöst. Marktübliche Bedingungen liegen vor, wenn der Fremdvergleichsgrundsatz erfüllt ist. Weiter dürfen Betroffene an der Fassung der Beschlüsse sowie deren Vorbereitung nicht mitwirken.

## Inhalt
Persönliche Einflussnahme auf die Entscheidungen einer Bank könnten natürliche Personen und juristische Personen ausüben, die in einer engen Beziehung zur Bank stehen. Diese enge Beziehung kann insbesondere durch Mitgliedschaft in einem gesetzlichen Organ der Bank (Vorstand, Aufsichtsrat, Hauptversammlung) bestehen, woraus der Organkredit seinen Namen ableitet. Werden also Kredite an Geschäftsleiter, Gesellschafter, Mitglieder der Aufsichtsorgane, Prokuristen und zum gesamten Geschäftsbetrieb ermächtigte Handlungsbevollmächtigte sowie deren Angehörige gewährt, besteht die Gefahr, dass diese persönlich auf die Kreditentscheidung Einfluss nehmen können und dadurch diese Entscheidung durch den Entscheidungsträger nicht mehr unabhängig und objektiv getroffen werden kann. Nach der Legaldefinition des § 15 Abs. 1 Nr. 3 KWG sind als Aufsichtsorgan nur diejenigen Organe anzusehen, die zur Überwachung der Geschäftsführung des Instituts bestimmt sind, sofern die Überwachungsbefugnisse durch Gesetz geregelt sind. Dabei spielt es keine Rolle, ob das Aufsichtsorgan gesetzlich vorgeschrieben oder nur fakultativ zugelassen ist, so dass auch die Rechtsform einer GmbH unter die Vorschrift fallen kann, wenn im Gesellschaftsvertrag die Bestellung eines Aufsichtsrates vorgesehen ist, dessen gesetzliche Aufgaben in § 52 GmbH-Gesetz geregelt sind. Da jedoch das KWG nicht vorsieht, dass ein Kreditinstitut ein Aufsichtsorgan bestellen muss, kann § 15 KWG nicht angewandt werden, wenn die Bestellung eines Aufsichtsorgans nach dem jeweiligen Gesellschaftsrecht – wie nach § 52 GmbHG – nicht zwingend ist.
Zunächst zählt § 15 Abs. 1 KWG abschließend auf, wer als Kreditnehmer von der Organkreditregelung erfasst wird. Insgesamt sind 12 Fälle genannt, bei denen eine enge Beziehung zur Bank unwiderlegbar vermutet wird. Kredite an diesen Kreditnehmerkreis sind nicht verboten, sondern dürfen nur auf Grund eines einstimmigen Beschlusses sämtlicher Geschäftsleiter zu marktmäßigen Bedingungen (außer bei sonstigen Bankmitarbeitern) und nur mit ausdrücklicher Zustimmung des Aufsichtsorgans gewährt werden. Zu den engen Beziehungen gehört auch die Beteiligung der kreditgewährenden Bank an ihrem Kreditnehmer, wenn diese 10 % der Eigenmittel der Bank übersteigt. Die personelle Verflechtung kann darin bestehen, dass ein Vorstandsmitglied der kreditgewährenden Bank oder dessen Ehegatte, Elternteil oder Kind im Aufsichtsrat des Kreditnehmers sitzt oder dort gar eine Führungs-/Leitungsaufgabe wahrnimmt. Um auch in diesem Bereich unabhängige und objektive Kreditentscheidungen zu gewährleisten, schreiben die Bestimmungen des § 15 KWG vor, unter welchen Voraussetzungen ein Organkredit genehmigt werden kann. 
Wie auch bei Millionenkrediten und Großkrediten üblich, verwendet § 15 KWG einen eigenen Kreditbegriff, der in § 21 KWG definiert ist. Danach gehören nicht zu den Organkrediten insbesondere Kredite an den Bund, ein Bundesland und alle übrigen Kommunalkredite sowie alle Kredite, die von diesen gesichert sind. In § 15 Abs. 3 KWG sind Bagatellfälle aufgezählt, bei denen betragliche Gründe die Anwendung der Organkreditbestimmungen verhindern. In § 15 Abs. 4 KWG wird verlangt, dass im Regelfall der Organkreditbeschluss zeitlich der Kreditzusage vorausgehen muss. Zudem regelt seit dem Risikoreduzierungsgesetz § 15 Abs. 6 KWG, dass auch Geschäfte wie z. B. Immobiliengeschäfte oder Beratergeschäfte unter die besonderen Anforderungen für Organkredite fallen.
Kreditnehmer von Organkrediten sind auch die nach § 19 Abs. 3 KWG einer Gruppe verbundener Kunden zugehörigen Kunden im Sinne des Art. 4 Abs. 1 Nr. 39 CRR.

## Rechtsfolgen
Wird entgegen den Vorschriften des § 15 KWG Kredit gewährt, so haften nach § 17 Abs. 1 KWG die Geschäftsleiter, die hierbei ihre Pflichten schuldhaft verletzen, und die Mitglieder des Aufsichtsorgans, die trotz Kenntnis gegen eine beabsichtigte Kreditgewährung pflichtwidrig nicht einschreiten, dem Institut als Gesamtschuldner für den entstehenden Schaden. Eine in § 16 KWG a. F. vorgesehene Meldepflicht der Kreditinstitute für Organkredite ist im Oktober 1997 entfallen. Organkredite, die nicht zu marktmäßigen Bedingungen gewährt werden, sind nach § 15 Abs. 2 KWG mit hartem Kernkapital gemäß Art. 26 Kapitaladäquanzverordnung (englische Abkürzung CRR) zu unterlegen. Ansonsten unterliegen sie als Risikoposition den normalen Eigenmittelbelastungen der CRR.

## Organkredit im Aktienrecht
Ziffer 3.9 des Deutschen Corporate Governance Kodex regelt ergänzend das Umgehen der Unternehmen, die sich dem Kodex unterworfen haben, mit Organkrediten:
Die Gewährung von Krediten des Unternehmens an Mitglieder des Vorstands und des Aufsichtsrats sowie ihre Angehörigen bedarf der Zustimmung des Aufsichtsrats.
Dies ist auch in die Bestimmung des § 89 Aktiengesetz eingeflossen, die auch leitende Angestellte, deren Ehefrauen und minderjährige Kinder erfasst. Solche Organkredite bedürfen der Zustimmung des Aufsichtsrats.

## International

### Österreich
Nach § 28 Bankwesengesetz (BWG) gibt es in Österreich eine ähnliche Legaldefinition wie in Deutschland; die Marktüblichkeit gilt nach § 28 Abs. 2 BWG – anders als in Deutschland – nicht als Organkredit. In § 28 Abs. 5 BWG ist eine persönliche Haftung der Geschäftsleiter und des Aufsichtsrats der kreditgewährenden Bank als Gesamtschuldner für die Rückzahlung von Organkrediten vorgesehen, wenn die Vorschriften des § 28 Abs. 1, 3 und 4 BWG nicht eingehalten worden sind.

### Schweiz
Das schweizerische Bankengesetz regelt in Artikel 4 die Organkredite:
Kredite an Mitglieder der Bankorgane und an massgebende Aktionäre sowie die ihnen nahe stehenden Personen und Gesellschaften dürfen nur nach den allgemein anerkannten Grundsätzen des Bankgewerbes gewährt werden.

### Italien
Organkredite in Italien sind im Artikel 136 Obbligazioni degli esponenti bancari (Pflichten der Bank) des Testo unico bancario (italienisches Bankengesetz) geregelt. Betroffen sind Kredite an Personen, die Verwaltungs-, Leitungs- und Kontrollfunktionen wahrnehmen. Voraussetzung für einen Organkredit ist in diesen Fällen eine Zustimmung des Verwaltungsorgans und eine einstimmige Zustimmung des Aufsichtsorgans der Bank.